# Präsidentschaftswahl in Namibia 2009

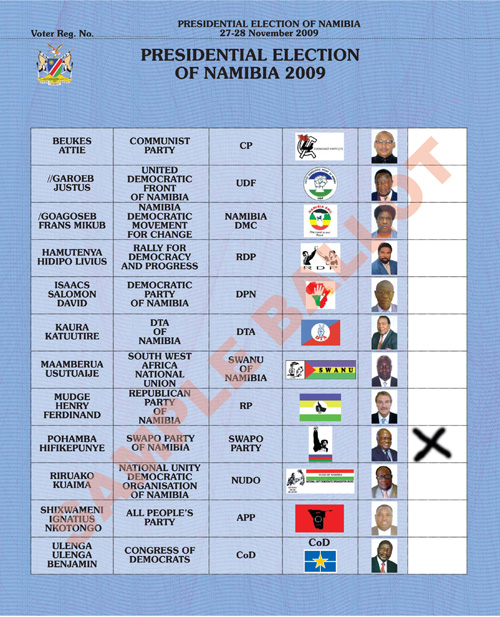
Wahlzettel der Präsidentschaftswahl 2009

Die Präsidentschaftswahl in Namibia 2009 fanden am 27. und 28. November 2009 zusammen mit der Parlamentswahl statt. Namibier zur See und im Ausland durften bereits am 13. November 2009 wählen. Es wurde Hifikepunye Pohamba zum Staatspräsidenten von Namibia gewählt.
Es waren etwa eine Million Namibier zur Wahl aufgerufen, die an 997 festen und 2.213 mobilen Wahlstationen ihre Stimme abgeben konnten.

## Wahlergebnisse
Das amtliche Endergebnis wurde am 4. Dezember 2009 bekannt gegeben.
| Kandidat            | Partei | Stimmen | Stimmenanteile |
| ------------------- | ------ | ------- | -------------- |
| Hifikepunye Pohamba | SWAPO  | 611.241 | 75,25 %        |
| Hidipo Hamutenya    | RDP    | 88.640  | 10,91 %        |
| Katuutire Kaura     | DTA    | 24.186  | 2,98 %         |
| Kuaima Riruako      | NUDO   | 23.735  | 2,92 %         |
| Justus ǁGaroëb      | UDF    | 19.258  | 2,37 %         |
| Ignatius Shixwameni | APP    | 9.981   | 1,23 %         |
| Henk Mudge          | RP     | 9.425   | 1,16 %         |
| Ben Ulenga          | COD    | 5.812   | 0,72 %         |
| Usutuaije Maamberua | SWANU  | 2.968   | 0,37 %         |
| Salomon Isaacs      | DPN    | 1.859   | 0,23 %         |
| Frans ǀGoagoseb     | NamDMC | 1.760   | 0,22 %         |
| Attie Beukes        | CP     | 1.005   | 0,12 %         |
| Ungültige Stimmen   |        | 12.363  | 1,52 %         |
| Gesamt              |        | 799.870 | 100 %          |

Quelle: Wahlkommission von Namibia
Die Monitor Action Group und National Democratic Party stellten keinen Kandidaten für die Präsidentschaftswahl.